# Merlin (motocicleta)
Merlin fou una marca catalana de motocicletes, fabricades a Vilanova i la Geltrú de 1980 a 1984 i a Fornells de la Selva de 1984 a 1990. Actualment fa la impressió que la marca es torna a trobar operativa al mercat, a jutjar per un nou web que ha estat registrat a Alemanya.

## Història

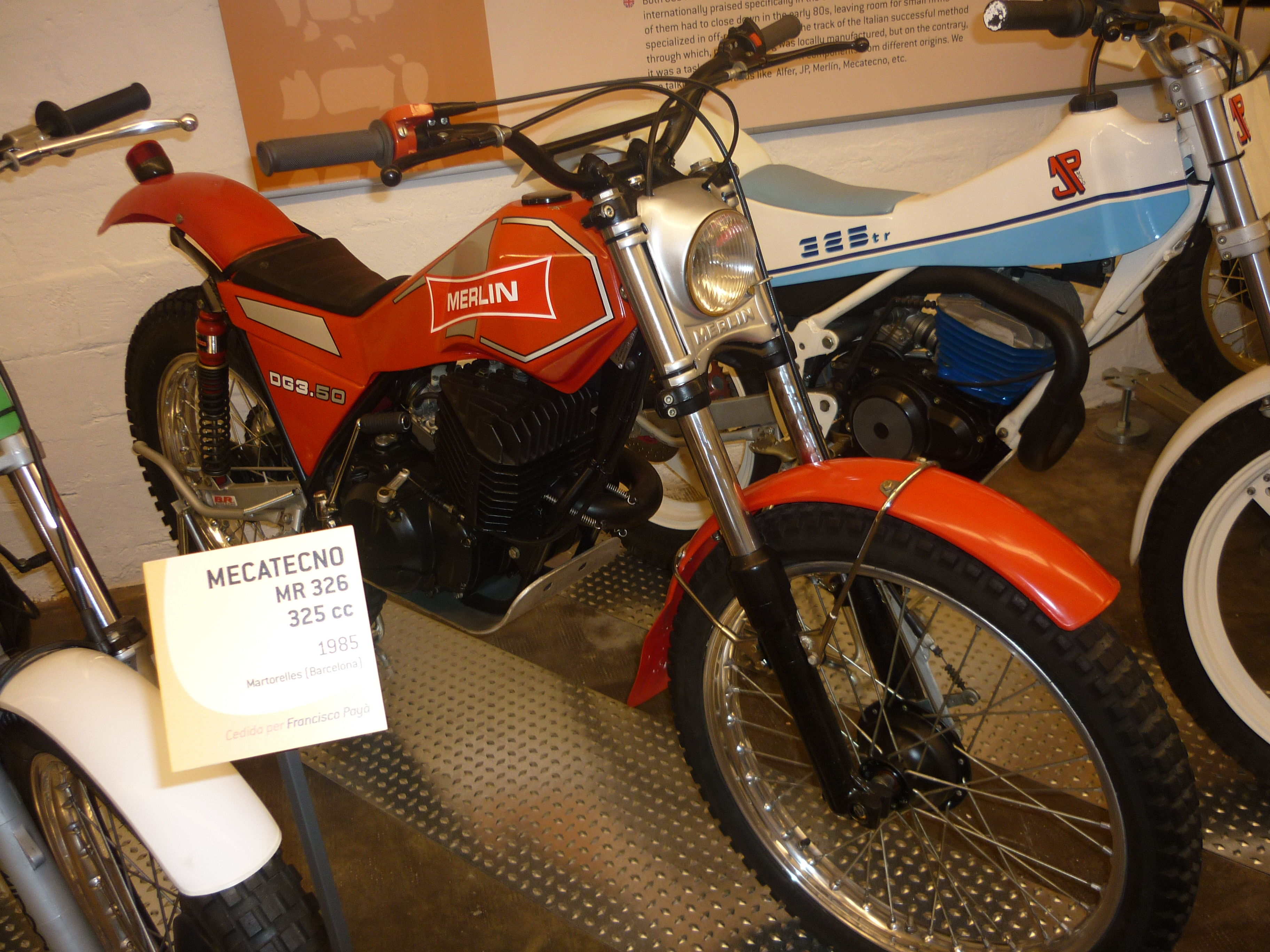
Merlin DG3 350cc de 1982

L'empresa fou fundada per Ignasi Bultó i el seu cunyat Pere Arpa (pare de Miki Arpa) un cop la família del primer havia perdut l'empresa fundada per son pare, Bultaco. Al començament, Merlin fabricava només minimotos amb motor italià Franco Morini però més endavant començà a fabricar-ne també de trial i de trail equipades amb motor Cagiva, així com ciclomotors de trial.
Al final de la seva existència, l'empresa intentà debades portar a la sèrie el motor Yack de la desapareguda Mototrans.
El desembre de 1988 s'anuncià la fusió de Merlin amb Gas Gas, que a la pràctica representà l'absorció per part d'aquesta. Finalment, la marca desaparegué del mercat el 1990.

### Trial
Les motocicletes de trial de la marca, fabricades a partir de 1983 amb el nom de DG-3, foren altament competitives durant gairebé tota la dècada dels 80, havent aconseguit -entre molts altres èxits- el Campionat d'Espanya els anys 1984 i 1985 amb Lluís Gallach, i el de Bèlgica el 1988 amb Daniel Crosset.
Durant anys, la marca comptà també amb un potent equip oficial que competia en el Campionat del Món obtenint-hi bons resultats, amb pilots de primera línia com ara Eddy Lejeune (a l'etapa final de la seva carrera), Manuel Soler, el mateix Lluís Gallach o Pascal Couturier, entre d'altres.

## Models produïts
| Model           | Anys        | Tipus            |
| --------------- | ----------- | ---------------- |
| DG1             | 1980 - 1983 | Minimoto trial   |
| DG2             | 1981 - 1983 | Minimoto trial   |
| DG3.50          | 1982 - 1985 | Ciclomotor trial |
| DG3.350         | 1982 - 1985 | Trial            |
| DG3.50 Cresta   | 1983 - 1987 | Trail            |
| DG2-T           | 1984 - 1987 | Ciclomotor trial |
| Replica Gallach | 1985 - 1987 | Trial            |
| DG-7            | 1985 - 1987 | Trial            |
| DG.3 F.I.U.S.   | 1986 - 1988 | Trial            |
| DG2-T F.I.U.S   | 1987 - 1988 | Ciclomotor trial |
| DG - 11 Trail   | 1987 - 1990 | Trail            |
| Nomada 500      | 1987 - 1990 | Trail            |
| DG.3-88         | 1988 - 1990 | Trial            |

### Resum per model
Tot seguit es llisten els diferents models produïts, ordenats alfabèticament.
| Model           | Versions | Primera versió | Darrera versió | Imatge               |
| --------------- | -------- | -------------- | -------------- | -------------------- |
| DG1             | 1        | 1980           | 1980           |                      |
| DG2             | 3        | 1981           | 1987           | Merlin DG2           |
| DG3             | 5        | 1982           | 1988           | Merlin DG3 350       |
| DG-7            | 1        | 1985           | 1985           |                      |
| DG - 11 Trail   | 1        | 1987           | 1987           | Merlin DG - 11 Trail |
| Nomada          | 1        | 1987           | 1987           | Merlin Nomada        |
| Replica Gallach | 1        | 1985           | 1985           |                      |